# Gea de Albarracín
Gea de Albarracín – gmina w Hiszpanii, w prowincji Teruel, w Aragonii, o powierzchni 57,5 km². W 2014 roku gmina liczyła 397 mieszkańców.